# 44-es busz (Pécs)
A pécsi 44-es jelzésű autóbusz a Belvárost járta körbe. A vonalon midibuszok közlekedtek.

## Története
2001. augusztus 29-én indult el az első 44-es járat, mely a jelenlegihez némileg hasonló útvonalon járt, ám fordított irányban: a vasútállomástól indult, érintette a vásárcsarnokot, az Ágoston teret, keresztül haladt az alagúton, majd a Barbakán és a Kórház tér érintésével visszatért a Főpályaudvarra. A járat 21 perc alatt ért vissza a Főpályaudvarra.
2009. augusztus 31-én közlekedett utoljára. Az Ágoston tértől az Alagútig lévő szakaszt – amerre csak a 44-es busz járt – a 33-assal járattal pótolták. Ez a járat jobb színvonalat biztosít az ott lakóknak, sokkal sűrűbben közlekedik az egykori 44-esnél.
A jelenlegi 44-es járat nem a Kálvária utcában közlekedik, hanem a Káptalan utcában és a Mária utcában; útközben érinti a Széchenyi teret, ahol a 2009-es átépítés óta nem közlekednek buszjáratok. A Szent István tér–Janus Pannonius utca szakaszon a 30-as és a 33-as, a Mária utca–Bástya utca szakaszon 45-ös, 46-os, 48-as és 49-es jelzéssel jártak buszok a 60-as évek végéig. A Káptalan utcában korábban nem járt menetrend szerinti járat.
2014. október 28-ától a Vásárcsarnok helyett a Főpályaudvarról indul és három új megállót is kapott.
2023. január 24-től a vonalon technikai okok miatt határozatlan ideig járatok nem közlekednek.

## Útvonala
| Főpályaudvar → Kórház tér → Széchenyi tér → Búza tér → Főpályaudvar |
| --- |
| Főpályaudvar – Vasút utca – Bajcsy-Zsilinszky utca – Nagy Lajos király útja – Szabadság út – Rákóczi út – Kórház tér – Ferencesek utcája – Szent István tér – Janus Pannonius utca – Káptalan utca – Hunyadi János út – Széchenyi tér – Mária utca – Bástya utca – Ágoston tér – Alsóhavi utca – Lánc utca – Rákóczi út – Alsómalom utca – Nagy Lajos király útja – Bajcsy-Zsilinszky utca – Vasút utca – Főpályaudvar |

## Megállóhelyei
| 44 (Főpályaudvar → Szent István tér → Főpályaudvar) |                            | | |
| Perc (↓)                                            | Megállóhely                | Megállóhelyet érintő járatok | Létesítmények |
| 0                                                   | Főpályaudvar végállomás    | 3, 3E, 4, 4Y, 6, 6E, 7, 7Y, 8, 13, 13E, 13Y, 14, 14Y, 15, 15A, 20, 30, 31, 32, 32Y, 33, 34, 34Y, 35, 35Y, 36, 37, 38, 38Y, 39, 40, 41, 41E, 41Y, 42, 42Y, 43, 44, 46, 47, 73, 73Y, 104, 104A, 104E, 104Y, 130, 130A, 140 · Helyközi autóbuszok · Főpályaudvar | Vasútállomás, MÁV Területi Igazgatósága, Autóbusz-állomás |
| 2                                                   | Vásárcsarnok               | 4, 4Y, 13, 13E, 13Y, 15, 15A, 30, 31, 32, 32Y, 33, 34Y, 35Y, 44, 46, 60, 60Y, 103, 104, 104A, 104E, 104Y, 109E, 130, 130A | Vásárcsarnok, Árkád, Távolsági autóbusz-állomás |
| 5                                                   | Zsolnay-szobor             | 2, 2A, 2E, 3, 3E, 6, 6E, 7, 7Y, 8, 13Y, 14, 14Y, 22, 23, 23Y, 24, 25, 26, 26A, 27, 27Y, 28, 28A, 28Y, 29, 30, 31, 32, 32Y, 34, 34Y, 35, 35Y, 36, 37, 38, 38Y, 39, 40, 44, 46, 47, 73, 73Y, 102, 102Y, 103, 107E, 109E, 130, 140                               | Postapalota, OTP, ÁNTSZ, Megyei Bíróság, Zsolnay-szobor |
| 6                                                   | Kórház tér                 | 2, 2A, 2E, 25, 26, 26A, 27, 27Y, 28, 28A, 28Y, 29, 30, 31, 32, 32Y, 34, 34Y, 35, 35Y, 36, 37, 44, 46, 47, 102, 102Y, 103, 107E, 109E, 130 | Megyei Kórház, Jakováli Hasszán dzsámija, Hotel Pátria |
| 8                                                   | Szent István tér           | 44 | Pécsi székesegyház, Pécsi ókeresztény sírkamrák, Püspöki palota (Pécs) |
| 9                                                   | Cella Septichora           | 44 | |
| 10                                                  | Múzeumok utcája            | 44 | Zsolnay Múzeum |
| 11                                                  | Papnövelde utca            | 44 | |
| 12                                                  | Széchenyi tér              | 44 | Gázi Kászim pasa dzsámija, Janus Pannonius Múzeum, Zsolnay-kút, Városháza, Megyeháza, Nádor Szálló, Irgalmasrendi templom, Szentháromság-szobor, Hunyadi János bronz lovasszobra |
| 13                                                  | Mária utca, Szent Mór utca | 44 | |
| 14                                                  | Flórián tér                | 44 | |
| 15                                                  | Ágoston tér                | 28, 28A, 28Y, 29, 30Y, 33, 38, 38Y, 39, 44, 140 | Ágoston templom |
| 16                                                  | Búza tér                   | 25, 26, 27, 27Y, 28, 28A, 28Y, 29, 30Y, 33, 38, 38Y, 39, 40, 44, 121, 140 | Egyetemi kollégium, I. sz. Rendelőintézet, Dél-dunántúli Regionális Könyvtár és Tudásközpont, Zipernowsky Károly Műszaki Szakközépiskola                                         |
| 18                                                  | Rákóczi út                 | 20, 21, 21A, 22, 23, 23Y, 24, 25, 26, 27, 27Y, 28, 28Y, 29, 33, 38, 38Y, 39, 40, 44, 60, 60A, 60Y, 121, 140 | |
| 21                                                  | Vásárcsarnok               | 4, 4Y, 13, 13E, 13Y, 15, 15A, 30, 31, 32, 32Y, 33, 34Y, 35Y, 44, 46, 60, 60Y, 103, 104, 104A, 104E, 104Y, 109E, 130, 130A | Vásárcsarnok, Árkád, Távolsági autóbusz-állomás |
| 23                                                  | Főpályaudvar végállomás    | 3, 3E, 4, 4Y, 6, 6E, 7, 7Y, 8, 13, 13E, 13Y, 14, 14Y, 15, 15A, 20, 30, 31, 32, 32Y, 33, 34, 34Y, 35, 35Y, 36, 37, 38, 38Y, 39, 40, 41, 41E, 41Y, 42, 42Y, 43, 44, 46, 47, 73, 73Y, 104, 104A, 104E, 104Y, 130, 130A, 140 · Helyközi autóbuszok · Főpályaudvar | Vasútállomás, MÁV Területi Igazgatósága, Autóbusz-állomás |